# Psathoníssi (Alónissos)
Pour les articles homonymes, voir Psathonisi.
Psathonisi ou Psathonísi (grec moderne : Ψαθονήσι) est une île grecque de la mer Égée faisant partie du dème (municipalité) d'Alónissos, en Thessalie.

## Description
Il s'agit d'une petite île inhabitée située à 1 km au sud de Psathoura et à 7 km au nord de Gioura, dans l'archipel des Sporades.